# Sheila Fitzpatrick
Sheila Fitzpatrick (ur. 4 czerwca 1941) – australijsko-amerykańska historyk, sowietolog.

## Życiorys
Jest absolwentką University of Melbourne (1961). Doktorat w 1969 w St Antony’s College w Oksfordzie. W latach 1969–1972 pracowała w London School of Slavonic and East European Studies. Przez wiele lat była profesorem University of Chicago. Zajmuje się dziejami Rosji i ZSRR. Jest zaliczana do grona tzw. rewizjonistów, badających dzieje Rosji. Była prezesem American Association for the Advancement of Slavic Studies. W latach 1996–2006 była redaktorem „The Journal of Modern History”. Jest członkiem American Academy of Arts and Sciences. 

## Wybrane publikacje
- The Commissariat of Enlightenment. Soviet Organization of Education and the Arts under Lunacharsky, 1917–1921, Cambridge University Press 1970.
- (ed.) Cultural Revolution in Russia, 1928–1931, Indiana University Press 1978.
- Education and Social Mobility in the Soviet Union, 1921–1932, Cambridge University Press 1979.
- The Russian Revolution, Oxford University Press, 1st ed., 1982/3; 2nd revised ed. 1994; 3rd revised ed. 2007. ISBN 978-0-19-923767-8
- (ed with Alexander Rabinowitch) Russia in the Era of NEP: Explorations in Soviet Society and Culture, Indiana University Press, 1991.
- The Cultural Front. Power and Culture in Revolutionary Russia, Cornell University Press 1992.
- Stalin's Peasants: Resistance and Survival in the Russian Village after Collectivization, Oxford University Press 1994.
- (ed. with Robert Gellately) Accusatory Practices: Denunciation in Modern European History, 1789–1989, University of Chicago Press 1997.
- Everyday Stalinism: Ordinary Life in Extraordinary Times: Soviet Russia in the 1930s, Oxford University Press 1999, ISBN 0-19-505001-0
- (ed. with Yuri Slezkine) In the Shadow of Revolution: Life Stories of Russian Women from 1917 to the Second World War, Princeton 2000.
- (ed.) Stalinism: New Directions, Routledge 2000.
- Tear off the Masks! Identity and Imposture in Twentieth-Century Russia, Princeton University Press 2005.
- Political Tourists: Travellers from Australia to the Soviet Union in the 1920s–1940s, Eds. Sheila Fitzpatrick and Carolyn Rasmussen, Melbourne University Press 2008, ISBN 0-522-85530-X
- My Father's Daughter, Melbourne University Press 2010.
- A Spy in the Archives, Melbourne University Press 2013.
- On Stalin’s Team: The Years of Living Dangerously in Soviet Politics, Princeton University Press 2015.

## Publikacje przełożone na język polski
- Życie codzienne pod rządami Stalina. Rosja radziecka w latach trzydziestych XX wieku, tł. Joanna Gilewicz, Kraków: Wydawnictwo Uniwersytetu Jagiellońskiego 2012.
- Zespół Stalina. Niebezpieczne lata radzieckiej polityki, przeł. Karolina Iwaszkiewicz, Wołowiec: Wydawnictwo Czarne 2017.
- Rewolucja rosyjska, przeł. Jakub Bożek, Warszawa: Wydawnictwo Krytyki Politycznej 2017.